# Soony Saad
Hassan Ali Saad, znany jako Soony Saad (ar.: سونی سعد, ur. 17 sierpnia 1992 w Dearborn) – libańsko-amerykański piłkarz występujący na pozycji napastnika, zawodnik Ansan Greeners FC. Reprezentant reprezentacji Libanu.

## Życiorys
Ojciec Soony’ego sprowadził ich rodzinę z Libanu do USA, zanim Soony jeszcze się urodził. Soony Saad dorastał w Dearborn w stanie Michigan z trójką rodzeństwa.
W 2009 ukończył szkołę średnią IMG Academy z rekordowym stanem 172 bramek i 51 asyst. Saad stał się czołowym strzelcem na adidas ESP Camp 2009 i USYSA Club National Championships w 2007, został wybrany Graczem Roku przez US Soccer Development Academy w 2008.

### Kariera klubowa
W 2010 występował w młodzieżowej drużynie Michigan Wolverines. 5 lipca 2011 podpisał profesjonalny kontrakt ze Sporting Kansas City z Major League Soccer. 17 sierpnia 2011, podczas swoich 19 urodzin zadebiutował w MLS na stadionie Children’s Mercy Park (Kansas City, USA) w wygranym 3:1 meczu z Portland Timbers, strzelając debiutanckiego gola. Podczas swojego trzyletniego pobytu Saad strzelił 8 bramek w 58 ligowych występów. 8 grudnia 2014 podpisał kontrakt z tajlandzkim klubem BEC Tero Sasana FC z Thai League 1, skąd w 2016 wypożyczony był do Pattaya United FC. 30 stycznia 2017 wrócił na dwa lata do Sporting Kansas City, skąd w 2017 wypożyczony był do Sporting Kansas City II z USL Championship, po powrocie z wypożyczenia został zwolniony. 21 lutego 2018 został zawodnikem Indy Eleven z United Soccer League. Dla klubu strzelił 5 bramek w 29 meczach. 18 stycznia 2019 libański klub Al-Ansar Bejrut z Lebanese Premier League poinformował o podpisaniu z Saadem kontraktu. W swoim debiutanckim meczu w Lebanese Premier League rozgrywanym 27 stycznia 2019 na stadionie Amin AbdelNour Stadium (Bahamdun, Liban) przeciwko Al-Safa' SC, strzelił gola i asystował. 21 marca 2020 z powodu problemów finansowych klubu został rozwiązany kontrakt z piłkarzem.
17 marca 2020 podpisał kontrakt z koreańskim klubem Ansan Greeners FC z K League 2, bez odstępnego.

### Kariera reprezentacyjna
Był reprezentantem Stanów Zjednoczonych w kategoriach: U-17 i U-20.
W maju 2013 Saad uzyskał uprawnienia do dołączenia do narodowej drużyny piłkarskiej Libanu i przyjął zaproszenie na mecz towarzyski przeciwko Omanowi zaplanowany na 29 maja 2013. W tym czasie Saad stał się pierwszym piłkarzem LMS, który dołączył do drużyny narodowej Libanu. W debiutanckim meczu strzelił gola w 62. minucie.

## Sukcesy

### Klubowe
Sporting Kansas City
- Zdobywca U.S. Open Cup: 2012, 2017
- Zdobywca MLS Cup: 2013
- Zdobywca Eastern Conference (MLS): 2013